# 米斯特雷塔
米斯特雷塔（義大利語：Mistretta），是意大利西西里大区墨西拿廣域市的一个市镇。总面积126平方公里，人口5099人，人口密度40.5人/平方公里（2009年）。ISTAT代码为083052。